# Solidarité laïque
 (mai 2020).
Solidarité laïque est une association loi de 1901 reconnue d'utilité publique. L’association est un collectif de 51 organisations liées à l’école publique, à l’éducation populaire et à l’économie sociale et solidaire. Le collectif se mobilise pour l’accès de tous à une éducation de qualité, en France et dans plus de 20 pays. 

## Mission
Ses programmes en France et dans le monde cherchent à faciliter l'accès aux droits fondamentaux, en particulier le droit à l'éducation. En partenariat avec la Ligue de l'enseignement , Solidarité laïque pilote la campagne de solidarité internationale « Pas d'éducation, pas d'avenir. »
Solidarité laïque agit en France et dans plus de 20 pays pour améliorer l'accès à l'éducation.
Solidarité laïque est membre du réseau francophone contre la marchandisation de l'éducation. Le collectif est également chef de file de la Coalition Éducation

## Histoire
En 1956, plusieurs organisations de l’enseignement public, dont la Fédération de l'Éducation nationale (FEN), le Syndicat national des instituteurs (SNI), l’Entraide ouvrière française, la Fédération unie des auberges de jeunesse, l’Entraide universitaire, la Mutuelle générale de l'Éducation nationale (MGEN), ont créé le Comité d’aide aux réfugiés hongrois, pour accueillir les victimes des événements de Budapest. En 1958, en raison du développement de ses activités, ce comité devient Comité national de solidarité, 13 organisations en sont membres. 
En avril 1960, après la catastrophe de Fréjus, le Comité national de la solidarité des œuvres complémentaires de l’enseignement public est mis en place. Il intervient, notamment, en faveur des victimes des inondations dans le centre de la France, des victimes de l’OAS (1962), des sinistrés de la Guadeloupe (1966)… grâce aux collectes effectuées auprès de ses adhérents.
En 1981, le comité se transforme en Comité national de solidarité laïque, organisation humanitaire reconnue d'utilité publique le 23 août 1990.
En 1994, Solidarité laïque fusionne avec le CLED (Comité laïque pour l’éducation au développement) et, à partir de cette date, créée en son sein un secteur éducation au développement. 
Engagée dès 2005 à Sri Lanka après le tsunami, Solidarité Laïque participe, à côté de l’Internationale de l’éducation, à la reconstruction d’écoles. 
De plus, dans le cadre du projet de construction post-tsunami du village Istouti de l’organisation Sri Lanka Solidarity, Solidarité Laïque construit un centre culturel et une école maternelle. Elle lance aussi la publication de « Yuti », magazine trilingue destiné aux enfants de l’île,  et organise la formation de toutes les enseignantes de maternelle du district d’Hambantota, dans le sud de l’île.
Le travail est poursuivi à travers le pays pour faciliter l’ouverture de maternelles et la formation d’enseignantes. L’État sri lankais s’engage dans une politique de la petite enfance et demande à Solidarité Laïque de poursuivre le travail effectué dans la province de l’Est dans d’autres provinces. Aujourd’hui, le Secrétariat d’état de la petite enfance qui était rattaché au ministère de la Famille s’est transformé en ministère adjoint rattaché au ministère de l’Éducation.
Dans l'entre-deux-tours de l'élection présidentielle de 2017 qui oppose Marine Le Pen et Emmanuel Macron, Solidarité laïque appelle implicitement dans une tribune avec soixante autres associations à faire barrage à la candidate FN.
En novembre 2018, Solidarité laïque et d'autres organisations mettent en garde contre toute modification de la loi de séparation des Églises et de l’État du 9 décembre 1905. Solidarité laïque lutte contre le dévoiement de la laïcité en racisme identitaire et donne la parole des acteurs dans ses Rendez-vous de la laïcité.